# Xavier Pérez Puigdomènech
Xavier Pérez Puigdomènech (Barcelona, 24 de març de 1972), conegut com a Xavi Pérez, és un jugador d'handbol català, ja retirat, que jugava de porter. Destacà a la porteria del BM Granollers, on romangué de 1991 a 2002. Posteriorment jugà al BM Cangas (2002-2005), Balonmano Aragón (2005-2006) i Balonmano Antequera (2006-2009).
En el seu palmarès destaquen dues Copes EHF (1995, 1996) i una Copa Asobal (1994), totes amb el BM Granollers.